# Добровольский сельсовет (Гродненская область)
Добровольский сельсовет — административная единица на территории Свислочского района Гродненской области Республики Беларусь.

## Состав
Добровольский сельсовет включает 9 населённых пунктов:
- Бровск — деревня.
- Доброволя — агрогородок.
- Долгий Борок — деревня.
- Жарковщина — деревня.
- Немержа — деревня.
- Немержанка — деревня.
- Рудня — деревня.
- Тиховоля — агрогородок.
- Тушемля — деревня.